# Syneura diversicolor
Syneura diversicolor är en tvåvingeart som beskrevs av Borgmeier 1923. Syneura diversicolor ingår i släktet Syneura och familjen puckelflugor. Inga underarter finns listade i Catalogue of Life.